# Çiftlikköy, Düzce
Çiftlik là một xã thuộc thành phố Düzce, tỉnh Düzce, Thổ Nhĩ Kỳ. Dân số thời điểm năm 2010 là 836 người.